# 38 Batalion Saperów
38 batalion saperów – samodzielny pododdział wojsk inżynieryjnych ludowego Wojska Polskiego.
Sformowany w październiku 1944 w Narolu na podstawie rozkazu Naczelnego Dowództwa Wojska Polskiego nr 41 z 6 października 1944 jako jednostka 5 Mazurskiej Brygady Saperów.
Przysięgę żołnierze batalionu złożyli 7 stycznia 1945 w Trawnikach.

## Szlak bojowy
Przez cały okres wojny 38 bsap działał w składzie 5 BSap. Pierwszym jego zadaniem bojowym było rozminowywanie północnych dzielnic wyzwolonej Warszawy od 21 stycznia do 6 marca 1945. Jednocześnie w czasie wiosennego spływu lodów wraz z innymi jednostkami 5 BSap zabezpieczał mosty na Wiśle w Warszawie. Od 8 marca 1945, stacjonując w Pułtusku, 38 bsap rozminowywał północne rejony woj. warszawskiego oraz przyczółek modliński. Przy wykonywaniu tych zadań zastał batalion koniec wojny. W okresie powojennym wraz z całą 5 BSap rozminowywał tereny byłych Prus Wschodnich. Odznaczeń batalion nie posiadał.

## Obsada personalna
Dowódcy batalionu
- mjr Bazyli Konstantinow[1]

Obsada dowództwa okresu wojny
- mjr Bazyli Konstantinow
- szef sztabu – mjr Bazyli Turik
- zastępca dowódcy ds. polityczno – wychowawczych – ppor. Tadeusz Drohomirecki

## Struktura organizacyjna
Etat 012/109
- Dowództwo i sztab
- dowódca 1 ksap - chor. Osmołow
- dowódca 3 ksap - kpt. Grzegorz Basow
- dowódca plutonu - chor. Konstanty Putiatin
- dowódca plutonu - chor. Mikołaj Bucharow
- dowódca plutonu - chor. Arkady Barmin
- dowódca plutonu - chor. Amurziewicz
- dowódca drużyny - plut. Mieczysław Greger
- dowódca drużyny - plut. Mazurek
- dowódca drużyny - kpr. Matus
- dowódca drużyny - kpr. Stanisław Łysy
- dowódca drużyny - kpr. Biennik
- dowódca drużyny - st. sap. Zielewicz
- pluton dowodzenia
- 3 x kompania saperów
  - 3 x pluton saperów
  - drużyna zaopatrzenia
- kwatermistrzostwo
  - punkt pomocy medycznej
  - lazaret weterynaryjny
  - warsztaty i magazyn techniczny
- drużyna gospodarcza

razem:
żołnierzy – 321 (oficerów – 31, podoficerów – 62, szeregowych – 228)
sprzęt:
- miny – 483